# Yeshayahou Leibowitz
Pour les articles homonymes, voir Leibowitz.
Yeshayahou Leibowitz (en hébreu : ישעיהו ליבוביץ), né à Riga en Lettonie le 29 janvier 1903 et mort le 18 août 1994 à Jérusalem, est un chimiste, historien de la science, philosophe et moraliste israélien, considéré comme l'un des intellectuels les plus marquants de la société israélienne, et l'une de ses personnalités les plus controversées pour ses avis tranchés sur la morale, l’éthique, la politique, et la religion. Il fut rédacteur en chef de l’Encyclopédie hébraïque.

## Biographie
Frère aîné de la bibliste et exégète Nehama Leibowitz, de deux ans sa cadette, Yeshayahou naît à Riga aujourd'hui en Lettonie, alors dans l'Empire russe, en 1903 et reçoit une éducation juive de ses parents juifs orthodoxes et sionistes. L’atmosphère familiale est empreinte de culture générale et de tradition ; le père, Mordekhaï, est un commerçant aisé en bois de construction, qui se plaît à tester régulièrement les connaissances bibliques de ses enfants. La famille quitte la Lettonie en 1919 à la suite de la révolution d'Octobre, et s'établit à Berlin en Allemagne.
Le parcours scientifique de Yeshayahou Leibowitz y débute en 1919, où il aborde des études de chimie et de philosophie, il y obtient son doctorat en 1924. Poursuivant des études de biochimie et de médecine à Bâle, il y obtient un autre doctorat en 1934.
Il émigre avec sa famille en Palestine en 1934 (qui était alors sous mandat britannique), et s'y marie avec Greta, avec laquelle il aura six enfants dont deux meurent à un jeune âge.

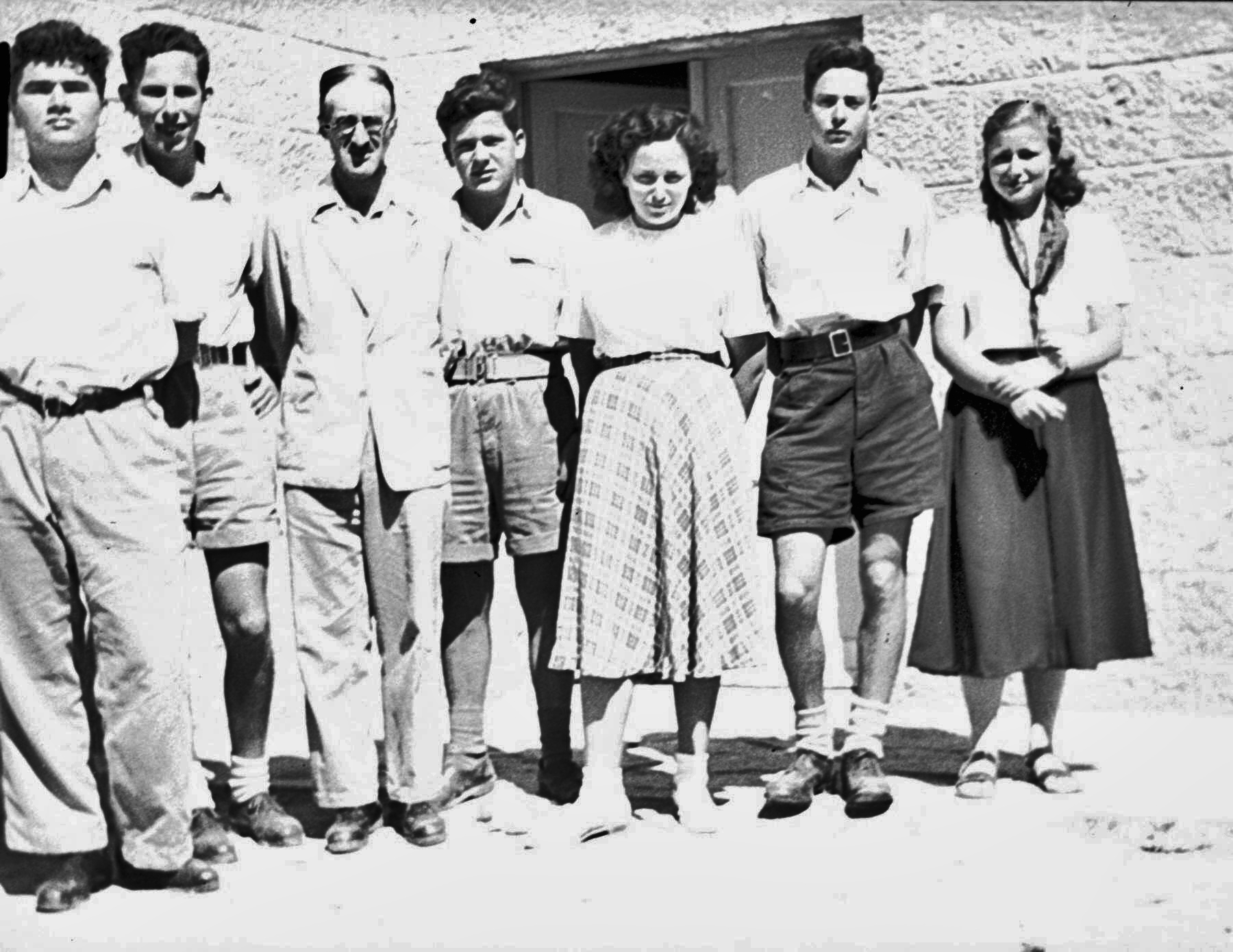
Troisième à gauche, Leibowitz, alors enseignant (plus tard professeur) avec ses étudiants de l'université Beit Hakerem de Jérusalem (v. 1947).

Il devient professeur de chimie organique à l'Université hébraïque de Jérusalem. Nommé professeur de biochimie en 1941, il est promu en 1952 doyen de la chaire de chimie organique et de neurologie. Il y enseigne également la biologie et la neuropsychologie jusqu'à sa retraite en 1973. Il assure aussi un cours d'études juives à l'Université de Haïfa. Il les poursuit sans relâche, hormis l'interruption due à la guerre de Palestine de 1948, pendant laquelle il sert en tant qu'officier de la Haganah.
Après sa retraite, il continue à enseigner la philosophie à l'Université hébraïque, soit une somme de 60 années d'enseignement.
Il reçoit continuellement des visites chez lui et accorde de longues heures d'entretien à quiconque frappe à sa porte. Il invite d'ailleurs souvent ceux qui lui écrivent à poursuivre l'échange de vive voix.
Il donne pendant toutes ces années des conférences internationales, rédige des livres en hébreu et en anglais, et supervise la rédaction de l'Encyclopaedia Hebraïca de 1956 à 1972.
Sa nomination au prix Israël en 1992 souleva une polémique, deux ans avant sa mort à Jérusalem : le chef du gouvernement Yitzhak Rabin alla jusqu'à déclarer refuser de participer à la cérémonie de remise du prix après que Leibowitz eut incité publiquement les soldats israéliens de refuser les ordres. Leibowitz annonce ensuite qu'il préfère refuser d'accepter ce prix pour ne pas créer d'antagonisme au moment de sa réception.

## Philosophie et prises de position

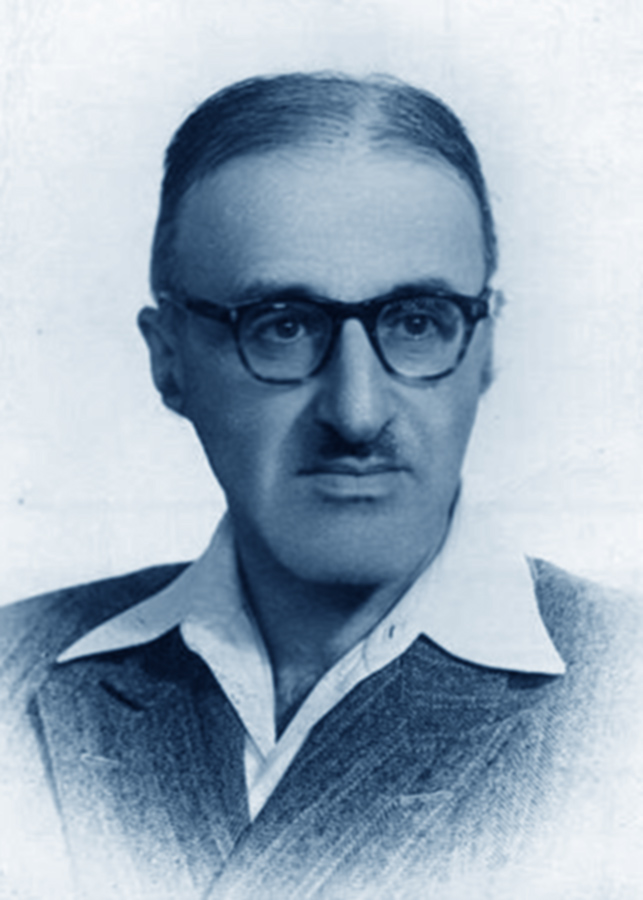
Yeshayahou Leibowitz (n. d.).

Yeshayahou Leibowitz, avec ses positions anticonformistes, son franc-parler sur le judaïsme (dont la halakha ou loi juive) et surtout sur l'armée et la politique d'Israël, s'était fait de nombreuses inimitiés dans les cercles religieux et non-religieux.

### Politique et sionisme
Ce sont surtout ses positions politiques qui le rendirent impopulaire : il fut en effet un ardent critique de la politique israélienne, tant dans le système de gouvernement (coalitions de partis…) que dans l'occupation de territoires arabes, arguant que « l'occupation détruit la moralité du conquérant ». Il soutenait d'ailleurs les objecteurs de conscience qui refusaient de servir dans les territoires occupés. Pendant l'Intervention militaire israélienne au Liban de 1982, il déclare publiquement « Je demande à toute personne honnête de se lever et de déclarer haut et fort avec moi qu'il est un traître. Qu'il trahit les valeurs sacrées de ce pays. Je vous appelle à organiser l'insoumission collective. Je vous incite à la révolte. »
Dans un essai de 1968 intitulé The Territories, Leibowitz postule un avenir inquiétant :
« Les Arabes seraient les travailleurs et les Juifs les administrateurs, les inspecteurs, les fonctionnaires et la police, principalement la police secrète. Un État gouvernant une population hostile de 1,5 à 2 millions d'étrangers deviendrait nécessairement un État policier secret, avec tout ce que cela implique pour l'éducation, la liberté d'expression et les institutions démocratiques. La corruption caractéristique de chaque régime colonial prévaudrait également dans l'État d'Israël. L'administration supprimerait l'insurrection arabe d'une part et acquerrait des Quislings (traitres) arabes d'autre part. Il y a aussi de bonnes raisons de craindre que les forces de défense israéliennes, qui ont été jusqu'à présent une armée populaire, à la suite de leur transformation en une armée d'occupation, ne dégénérent, et que ses commandants, qui seront devenus des gouverneurs militaires, ressemblent à leurs collègues d'autres nations ».
Lors de l'exécution par le Mossad de personnalités palestiniennes et arabes après la prise d'otages et le massacre des athlètes olympiques israéliens à Munich en septembre 1972, Leibowitz considère les attaques terroristes palestiniennes à l'étranger contre les Israéliens comme des actes de « terrorisme contre le terrorisme ».

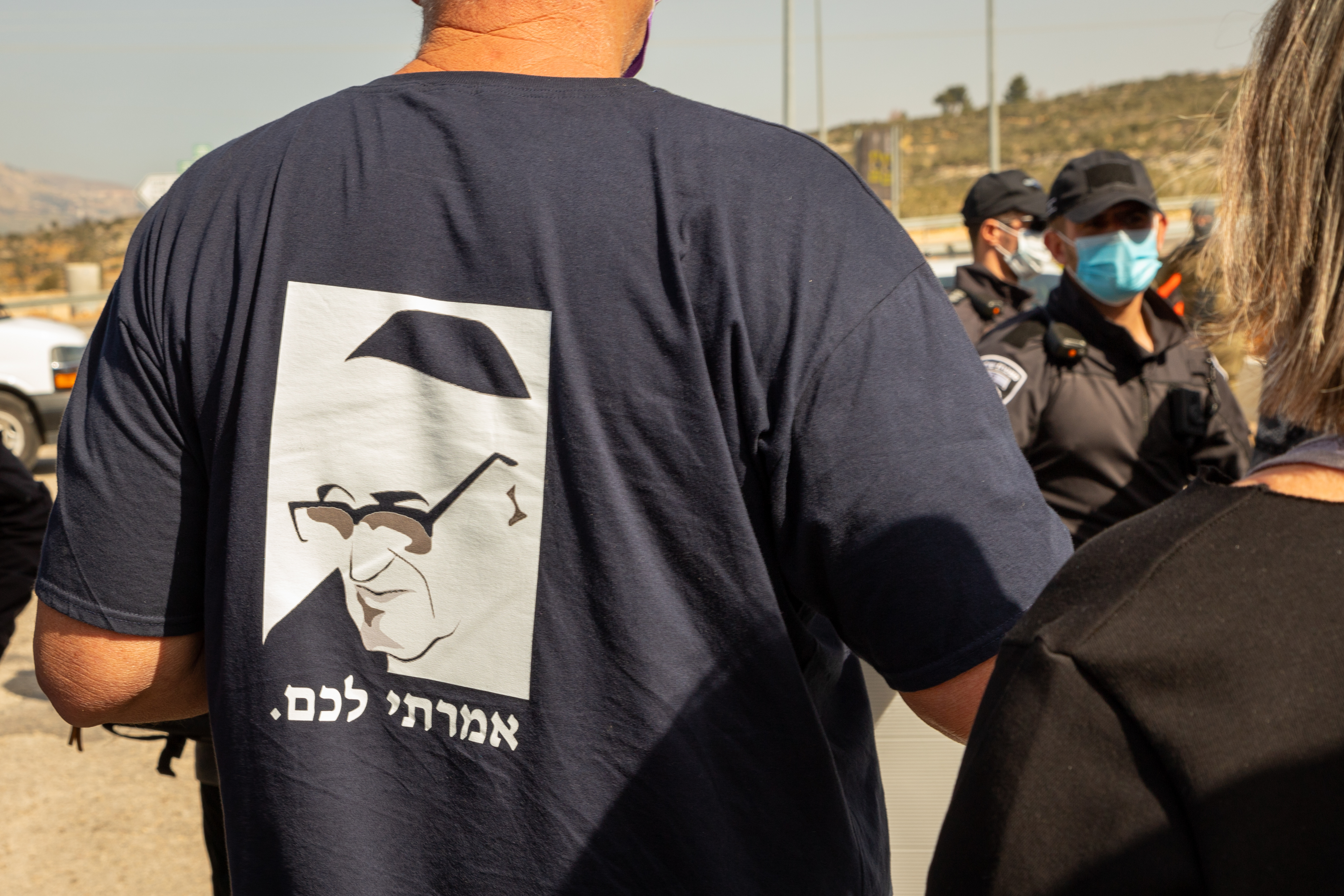
Manifestant pour l'évacuation de l'avant-poste d'Evyatar, portant sur son vêtement le portrait de Leibowitz et l'inscription « Je vous l'ai dit » (2022).

Ses remarques, peu après l'invasion du Liban en 1982, sur le fait que certaines actions de soldats israéliens au Liban démontreraient l'existence d'une mentalité « judéo-nazie », provoquèrent une tempête de réactions. Il soutient ainsi un retrait unilatéral de l'armée israélienne des territoires occupés. À l’encontre de l’opinion générale qui prétend que ce genre de rhétorique relève de l’antisionisme, Leibowitz ne cessa de réaffirmer jusqu’à la fin de sa vie, par ses écrits et dans ses entretiens, sa foi dans la légitimité du sionisme. En outre, il accusait régulièrement la classe politique de corruption, et militait contre la prolifération de l'arsenal nucléaire.
À l'origine, Leibowitz a été associé au sionisme religieux et regardait favorablement un système de droit basé sur la halakha. Dans les années 1930, alors en Allemagne, il était aligné sur le mouvement sioniste religieux de Mizrachi. Sur le sionisme, il a écrit qu'« on nous présente l'opportunité et la tâche de réaliser à travers et à l'intérieur de la terre d'Israël le pouvoir caché de la Torah ». Il a appelé à « un code halakhique spécifique et détaillé pour l'administration de l'ensemble des fonctions de l'État » pour démontrer comment les partis religieux géreraient le futur État juif. Il a aussi proposé une forme de judaïsme halakhique démocratique. Lors de l'élection de la Knesset de 1949, Leibowitz a dirigé la Liste unie des travailleurs religieux, qui n'a pas réussi à remporter un siège. Après l'indépendance d'Israël de 1948, Leibowitz s'est éloigné du sionisme religieux, déçu par la façon dont les partis religieux israéliens se sont compromis avec le gouvernement laïque. Bien qu'il soit un sioniste et un patriote israélien, dans ses dernières années, il n'a plus soutenu le sionisme pour des raisons religieuses, mais plutôt comme un « effort pour libérer les Juifs d'être gouvernés par les Gentils ». Selon lui, l'État d'Israël n'avait aucune signification religieuse et servait simplement un noble but politique en répondant aux besoins humains. Bien qu'il soit juif orthodoxe, la version du sionisme qu'il a épousée était de nature totalement laïque. Conformément à son point de vue selon lequel la sainteté était totalement séparée du monde matériel, Leibowitz a nié que la Terre d'Israël était sainte et que les Juifs y avaient un droit spécial, écrivant que « l'idée qu'un pays ou un lieu spécifique a une "sainteté" intrinsèque est une idée indubitablement idolâtre » et que « le discours sur les droits est un pur non-sens. Aucune nation n'a droit à une terre »,,.
Pour le professeur de psychologie et philosophie Carlo Strenger qui connaissait personnellement Leibowitz :
« En raison de ses provocations, il est facile de manquer le sérieux moral profond de Leibowitz et la grande pertinence de sa pensée aujourd'hui. Il est souvent classé comme appartenant à l'extrême gauche, ce qui est une erreur. Leibowitz, jamais prêt à se plier à la pression collective, était la combinaison la plus improbable : d'une part, il était un libertaire, une forme extrême de libéralisme classique, et croyait que les êtres humains devraient être libres de déterminer leur mode de vie sans aucune ingérence de l'État. D'autre part, c'était un Juif ultra-orthodoxe qui insistait sur le fait que l'État et la religion devaient être complètement séparés pour éviter de se corrompre mutuellement »

### Pensée juive

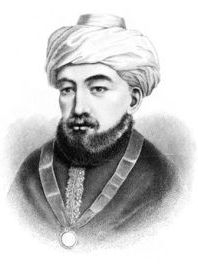
Moïse Maîmonide (1138–1204).

Leibowitz fut également une figure marquante dans le domaine de la pensée juive. Sa vision du judaïsme, très marquée par Moïse Maïmonide (théologien du XIIe) dont il était un grand admirateur, exprime non seulement un grand attachement à la pratique des mitzvots (les commandements requis par la Torah), mais aussi un puissant engagement envers le service de Dieu « désintéressé », opposé à une foi du charbonnier, plutôt encline à attendre un bienfait de Dieu (récompense, gratitude, évitement du châtiment…) qui ne constitue certainement pas, selon Leibowitz, le modèle idéal de la foi juive,. Pour lui, la Kabbale et les mouvements religieux qui soumettent l’application de la Mitzvah à l'attachement émotif sont fallacieux et s’apparentent à l'idolâtrie. Il considère également que la prière effectuée pour des raisons personnelles (demandes, besoins) est religieusement dénuée de sens et même un blasphème, car elle cherche à influencer Dieu et le voit comme un agent pour répondre aux besoins humains. À ses yeux, la seule forme légitime de prière était celle faite pour accomplir les Commandements sans aucune référence aux besoins de la personne qui prie.
Alors que la philosophe Leo Strauss percevait une dichotomie chez Maïmonide entre une philosophie pour l'élite (exprimée dans le Guide des égarés) et une philosophie pour la masse du peuple (obligée d'être encore soumise aux rites), Leibowitz réfute catégoriquement cette vision.
Il conserve la notion de dichotomie, mais la déplace considérablement. La foi pour l'élite est celle capable d'une pratique des mitzvots désintéressée. La foi pour le peuple, en revanche, ne pouvant pas se passer d'une certaine superstition, voire d'une attente exagérée envers une intervention divine dans la vie quotidienne.
Cette analyse de Maïmonide est de plus foncièrement cohérente avec l'attitude personnelle de Leibowitz : Juif très orthodoxe, extrêmement pointilleux sur la pratique des Commandements.

En outre, Leibowitz ne croit pas à l'âge messianique tel qu'il est traditionnellement compris : « le sens religieux profond de l'idée messianique consiste à présenter un but et un but vers lesquels il faut s'efforcer éternellement. Le Messie est essentiellement celui qui viendra toujours, il est l'avenir éternel. Le Messie qui vient, le Messie du présent, est inévitablement le "faux Messie" ». Il considère les attentes d'un âge messianique littéral comme brouillant la ligne entre « la foi religieuse visant au service de Dieu et les aspirations psychologiques à la satisfaction des aspirations humaines ».
« Le problème, c'est le peuple juif. Le peuple juif, qui est-il aujourd'hui ? Je vous le répète, je ne sais pas répondre empiriquement à cette question, et il n'existe ni personne, ni instance autorisée, capable de la poser et d'y répondre sur une base normative. Ce n'est pas à la création synthétique, produite par l'appareil d'État à partir des personnes qui vivent dans son cadre (“le peuple israélien”), que la question est posée, mais à ce qui prolonge cette donnée historique — le peuple juif ».
Contrairement à ses points de vue stricts sur certaines questions, il est libéral sur d'autres. Au sujet de l'homosexualité, par exemple, Leibowitz croit que malgré l'interdiction des relations homosexuelles dans le judaïsme, les homosexuels devraient faire de leur mieux pour rester des Juifs observants.

## Écrits

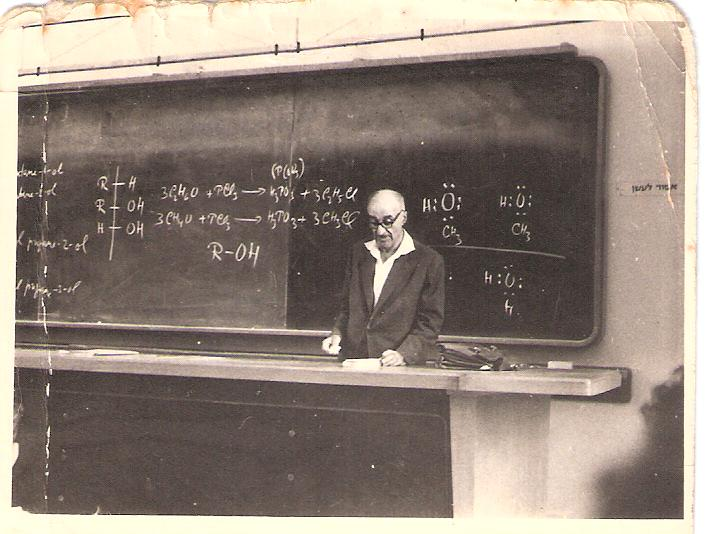
Yeshayahu Leibowitz à l'université hébraïque de Jérusalem (vers 1964).

Pendant les premières années de sa création, Leibowitz est un des rédacteurs de l'Encyclopédie hébraïque.
Indépendamment de ses articles et essais innombrables, Leibowitz écrit de nombreux livres sur la philosophie, les valeurs humaines, la pensée juive, les enseignements de Maimonide, et la politique.
Plusieurs de ses conférences et discours, y compris ceux qu’il a donnés comme contribution au projet « Université radiophonique » du service de radio de l'armée israélienne, ont été plus tard compilés et édités sous forme de livre. Leibowitz fut un épistolier prolifique et ses avis, ses commentaires ont été largement appréciés. Une première collection de ses lettres, en hébreu, a été publiée à titre posthume par les éditions Keter en 1999.
Une bonne partie de son œuvre est traduite en français par l'écrivain et psychanalyste Gérard Haddad et par David Banon, docteur en philosophie et directeur du département d'études hébraïques et juives à l'université de Strasbourg.
Surnommé en Israël « le Prophète de la colère », Yeshayahou Leibowitz reste actif jusqu'à son dernier jour et meurt dans son sommeil à Jérusalem en 1994.

## Famille
La sœur de Leibowitz, Nechama Leibowitz, est une érudite bibliste de renommée mondiale.
Le chef d'orchestre et compositeur René Leibowitz est son cousin, tout comme le grand-maître d'échecs Aaron Nimzowitsch.
En Israël, Elia Leibowitz, fils de Yeshayahou, est président du département d'astrophysique de l'Université de Tel Aviv et le directeur le plus ancien de l'Observatoire Wise. Un autre fils, Uri, est professeur de médecine au centre médical de l'Université Hadassah. Sa fille, Yiska, est procureure de district.
L'avocat et blogueur américain controversé Shamai Leibowitz (en) est l'un de ses petits-enfants,.

## Ouvrages en français

### Livres
- Judaïsme, peuple juif et État d'Israël, [traduction de Gabriel Roth, préface de Henri Altan], Paris : éditions J.-C. Lattès (collection Judaïques), 1985. Il s'agit d'une traduction partielle de l'ouvrage Yahadut, am Yehudi, u-medinat Yisrael, Tel-Aviv : Schocken Publishing, 1975.
- La foi de Maïmonide, [traduction, introduction et notes de David Banon, Paris : les Éditions du Cerf (collection Patrimoine. Judaïsme), 1992. Édition originale : Emounato shel ha-Rambam, Tel-Aviv : éditions du Ministère de la Défense (collection « Université radiophonique »), 1980.
- Brèves leçons bibliques : remarques sur la Parashah de la semaine, [texte présenté par Gérard Haddad ; trad. de l'hébreu par Gérard Haddad ; avec la collaboration de Catherine Neuve-Eglise], Paris : les éditions Desclée de Brouwer (collection Midrash), 1995. Édition originale : He’arot le-Parshiyot ha-Shavua, Jérusalem: Akadmon Publishing, 1988
- Science et valeurs, [traduction, présentation et notes de Gérard Haddad], Paris : les éditions Desclée de Brouwer (collection Midrash), 1997. Édition originale : Sihot al-Mada ve-arakhim, Tel-Aviv : éditions du ministère de la Défense (collection « Université radiophonique »), 1985.
- Devant Dieu : cinq livres de foi, [traduction, introduction et notes de David Banon], Paris : les Éditions du Cerf (collection Histoires. Judaïsmes], 2004. Édition originale : Hamishah sifre emounah, Jérusalem: Keter Publishing, 1995.
- Les fondements du judaïsme : causeries sur les Pirqé Avot, aphorismes des Pères et sur Maïmonide, [traduction et notes de Gérard Haddad et Yann Boissière ; préface de Gérard Haddad], Paris : les Éditions du Cerf (collection Patrimoines. Judaïsme), 2007. Édition originale : Sihot al Pirke Avot ve-al ha-Rambam, Tel Aviv: Schocken Publishing, 1979.
- Les fêtes juives : réflexions sur les solennités du judaïsme, [traduction et notes de Philippe Haddad et Gérard Haddad ; préface de Gérard Haddad], Paris : les éditions du Cerf (collection Patrimoines. Judaïsme), 2008. Édition originale : Sihot al Hagei Yisrael u-Moadav (textes rassemblés par Ben Tsion Nouriel), auto-éditions, 2001.
- Corps et esprit : le problème psycho-physique, [traduction de Yann Boissière et Gérard Haddad ; préface et notes de Yann Boissière ; postface de Gérard Haddad], Paris : les éditions du Cerf (collection Patrimoines. Judaïsme), 2010. Édition originale : Gouf vanéfesch, Tel-Aviv : éditions du Ministère de la Défense (collection « Université radiophonique »), 1982.

### Films documentaires en français
- Izkor, les esclaves de la mémoire, réalisé par Eyal Sivan, Les Films d'Ici, 1991.
- Itgaber, le triomphe sur soi, réalisé par Eyal Sivan, Les Films d'Ici, 1993.